# Francisco Sá Carneiro
Francisco Manuel Lumbrales de Sá Carneiro (Porto, 19 luglio 1934 – Camarate, 4 dicembre 1980) è stato un politico portoghese, Primo ministro dal 3 gennaio al 4 dicembre 1980, giorno della sua morte in un incidente aereo.
È stato uno dei fondatori del Partito Social Democratico.

## Biografia

### Gli anni dell'Estado Novo
Di professione avvocato, fu eletto nelle liste dell'Acção Nacional Popular, il partito unico del regime salazarista, all'Assembleia Nacional, il parlamento del regime, divenendo il leader della cosiddetta Ala Liberal, promuovendo diverse iniziative tendenti a trasformare la dittatura in una democrazia occidentale. Collaborò con Mota Amaral nell'elaborazione di un progetto di revisione costituzionale presentato nel 1970. Non avendo raggiunto gli obiettivi preposti, si dimise da deputato insieme ad altri esponenti dell'Ala Liberal, fra cui Francisco Pinto Balsemão.

### Dopo la Rivoluzione dei garofani
Nel maggio del 1974, dopo la Rivoluzione dei garofani, Sá Carneiro fondò il Partido Popular Democrata (PPD), poi rinominato Partido Social-Democrata (PSD), insieme con Francisco Pinto Balsemão e José Magalhães Mota. Egli divenne il primo Segretario Generale del nuovo partito.
Nominato Ministro senza portafoglio in diversi governi provvisori, venne eletto deputato all'Assembleia Constituinte l'anno seguente e nel 1976 alla I Legislatura dell'Assembleia da República.
Nel novembre 1977 si dimise dalla guida del partito, ma sarà rieletto l'anno successivo allo stesso incarico.
Alla fine del 1979 creò l'Aliança Democrática, una coalizione tra PSD e Centro Democrático Social-Partido Popular di Diogo Freitas do Amaral, il Partido Popular Monárquico di Gonçalo Ribeiro-Telles e alcuni indipendenti. 
L'alleanza vinse le elezioni politiche del 2 dicembre 1979 ottenendo la maggioranza assoluta. 
Disponendo di un'ampia maggioranza parlamentare, dopo che la premier Pintasilgo il 27 dicembre diede le sue dimissioni, fu chiamato dall'allora Presidente della Repubblica António Ramalho Eanes a guidare il nuovo esecutivo, entrando in carica il 3 gennaio 1980, succedendo a Maria de Lourdes Pintasilgo.

### La morte
Francisco Sá Carneiro morì nella notte del 4 dicembre 1980, in circostanze tragiche e mai pienamente chiarite. L'aereo su cui viaggiava precipitò a Camarate, poco dopo il decollo dall'aeroporto di Lisbona, mentre era diretto a Porto per partecipare ad un comizio in appoggio del candidato alla Presidenza della Repubblica della coalizione, il generale António Soares Carneiro. 
Con lui perirono il Ministro della Difesa, il democristiano Adelino Amaro da Costa, la sua compagna Snu Abecassis, oltre ai piloti e al personale di bordo.
In quello stesso giorno, Sá Carneiro aveva registrato un messaggio televisivo in cui invitava al voto al candidato appoggiato dall'Aliança Democrática, minacciando le dimissioni in caso di sconfitta di Soares Carneiro (cosa che sarebbe dovuta accadere tre giorni più tardi, essendo Eanes stato rieletto al suo secondo mandato presidenziale). Data la sua tragica scomparsa, si è discusso a lungo se si sarebbe o meno dimesso.
Dopo la sua morte, venne sostituito ad interim da Diogo Pinto de Freitas do Amaral, fino al 9 gennaio 1981, quando gli succedette Francisco Pinto Balsemão.
Quasi quarant'anni dopo, continuano a esistere due tesi contrapposte sulla sua morte: quella dell'incidente (causato dalla negligenza nella manutenzione dell'aereo che non era nuovo), o quella dell'attentato (non specificando se ai suoi danni o di Amaro da Costa). 
Nel romanzo La morte del Papa dello scrittore portoghese Luís Miguel Rocha, quest'ultimo attribuisce la morte di Francisco Sá Carneiro ad un attentato voluto dalla loggia massonica P2 in compagnia di altri insigni statisti europei quali Olof Palme ed Aldo Moro.

## Riconoscimenti
L'aeroporto di Porto, verso il quale egli era diretto, fu in seguito ribattezzato con il suo nome, nonostante le obiezioni di chi non riteneva elegante dare a un aeroporto il nome di una persona morta in un incidente aereo.